# Erebochlora tesserulata
Erebochlora tesserulata là một loài bướm đêm trong họ Geometridae.